# Bambusa merrillii
Bambusa merrillii är en gräsart som beskrevs av James Sykes Gamble. Bambusa merrillii ingår i släktet Bambusa och familjen gräs.
Artens utbredningsområde är Filippinerna. Inga underarter finns listade i Catalogue of Life.